# ماشین حالت مایع
ماشین حالت مایع (LSM) یک نوع رایانش مخزنی می‌باشد که از یک شبکه عصبی اسپایکی استفاده می‌کند. یک LSM شامل مجموعه‌ای بزرگ از واحدها (یا گره یا نورون) است. هر گره یک ورودی متغیر با زمان را از یک منبع خارجی (ورودی‌ها) یا سایر گره‌ها دریافت می‌کند. گره‌ها به صورت تصادفی به یکدیگر متصل هستند. ذات بازگشتی اتصالات باعث می‌شود که ورودی‌های متغیر با زمان به یک الگوی فضایی-زمانی از فعالسازی‌ها در شبکه‌ی گره‌ها تبدیل شوند. الگوهای فضایی-زمانی فعالسازی توسط واحد های متایزکننده خطی خوانده می‌شوند.

گره‌های بازگشتی به هم متصل حاصل می‌توانند گستره وسیعی از توابع غیرخطی را روی ورودی مقایسه کنند. با داشتن تنوع به اندازه کافی بزرگ از این توابع غیرخطی‌،‌ به طور نظری ممکن است که ترکیب‌های خطی (با استفاده از واحد های خوانده شده)‌ را برای انجام هر عمل ریاضی به دست آورد که با استفاده از این اعمال می‌توان هر وظیفه (task) دلخواه، از جمله تشخیص گفتار یا بینایی رایانه‌ای را انجام داد.

واژه مایع در نام از شباهت انداختن سنگ در یک حوضچه آب یا هر مایع دیگر می‌آید. افتادن سنگ موجب تولید موج‌هایی در مایع می‌شود. ورودی (حرکت سنگ در حال سقوط) به یک الگوی فضایی-زمانی از جابه‌جایی مایع (موج) تبدیل شده است.

ماشین‌های حالت مایع به عنوان روشی برای توضیح عملکرد مغز پیشنهاد شده اند. به دلایل زیر ماشین‌های حالت مایع نسبت به نظریه‌ی شبکه‌های عصبی مصنوعی بهبود به شمار می‌روند:
1. مدارها برای انجام یک وظیفه‌ی مشخص کدنویسی سخت (hard code) نشده اند.
2. ورودی‌های پیوسته به صورت «طبیعی» رسیدگی می‌شوند.
3. محاسبات روی مقیاس‌های زمانی متفاوت می‌توانند با استفاده از شبکه‌ی یکسان انجام شود.
4. شبکه‌ی یکسان می‌تواند محاسبات مختلفی انجام دهد.

انتقادهایی که به LSM ها در علوم اعصاب محاسباتی وارد است عبارت اند از:
1. LSM ها نمی‌توانند چگونگی کارکرد مغز را توضیح دهند. در بهترین حالت می‌توانند برخی از بخش‌های عملکرد مغز را بازتولید کنند.
2. هیچ روش تضمین شده‌ای وجود ندارد که یک شبکه در حال اجرا را تشریح کرد و فهمید که چگونه یا چه محاسباتی در حال انجام هستند.
3. کنترل خیلی کمی روی روند اجرا وجود دارد.

## تقریب کلی توابع
اگر یک مخزن دارای حافظه‌ی محوشونده و قابلیت جداسازی ورودی باشد، با کمک واحد‌های خوانده‌شده، با استفاده از قضیه استون-وایراشتراس می‌توان ثابت کرد که ماشین حالت مایع یک تقریبگر کلی تابع است.

## کتابخانه‌ها
- #LiquidC:‌ پیاده‌سازی از نظر توپولوژی مقاوم ماشین حالت[۲] مایع به همراه آشکارساز شبکه عصب‌محور.[۱]